# Doctest

doctest는 파이썬 언어의 표준 라이브러리로 표준 파이썬 인터프리터 셸 입출력을 주석문자열에 복사 첨부함으로부써 간단하게 프로그램 시험예를 적용시킬 수 있게 해준다.

## 사용 예

### 시험 겸용 주석문자열이 어떤 함수의 주석문자열 안에 내장
```
# -*- coding:cp949 -*-

def
 
list_to_0_index
(
lst
):

    
"""아래의 링크에 주어진 문제의 답임:

    http://rgrig.blogspot.com/2005/11/writing-readable-code.html

    '어떤 리스트 lst가 주어졌을 때, 각 요소가 처음 나타나는 인덱스를 구하라.

    그래서 리스트 x = [0, 1, 4, 2, 4, 1, 0, 2]는 y = [0, 1, 2, 3, 2, 1, 0, 3]로 변환된다.

    모든 i에 대해 xyi = xi이다. 프로그래밍 언어와 데이터 표현 형식은 원하는대로 선택하라'

    >>> x = [0, 1, 4, 2, 4, 1, 0, 2]

    >>> list_to_0_index(x)

    [0, 1, 2, 3, 2, 1, 0, 3]

    >>>

    """

    
return
 
[
lst
.
index
(
i
)
 
for
 
i
 
in
 
lst
]

def
 
_test
():

    
import
 
doctest

    
doctest
.
testmod
(
verbose
 
=
 
True
)

if
 
"__main__"
 
==
 
__name__
 
:

    
_test
()

```

## 비판적 의견
개발자에 따라서는 독테스트 doctest를 단위 테스트 unittest처럼 사용하는 데 반대하는 의견도 있다. 독테스트는 주석문자열 docstring 안에 구현되는데, 이 주석문자열은 많은 파이썬 개발 환경에서 툴팁으로 사용된다. 따라서 함수의 사용법에 대해 초심자들이 살펴볼 가능성이 높은데, 문제가 될 수 있는 사용례 50개가 주석문자열에 나타난다면 과연 바람직할 것인가? 라는 주장이 주요한 근거가 되고 있다.

## 같이 보기
- 파이썬
- 소프트웨어 테스트
- 유닛 테스트

## 참고
1. ↑  “처음만나는 파이썬 프로그래밍”. 2013년 3월 18일에 원본 문서에서 보존된 문서. 2012년 11월 18일에 확인함.